# Apama IV
Pour les articles homonymes, voir Apama.
Apama IV ou Apamé IV est la fille de Philippe V de Macédoine et d'une femme inconnue (qui n'est donc pas Polycrateia l'autre épouse de Philippe). Elle est la demi-sœur de Persée. Elle épouse Prusias II, roi de Bithynie. 